# Džentry
Džentry nebo gentry (anglicky gentry) je označení pro anglickou nižší šlechtu, přeneseně je používáno pro obdobné společenské vrstvy jiných evropských i neevropských zemí. Jako džentry je označována zejména vrstva nižších šlechticů (zemanů) v Uhrách a také konfuciánsky vzdělaní úředníci a statkáři v Číně počínaje vládou dynastie Tchang, vlivní zejména v mingské a čchingské době.
Termín pochází z anglického gentry, což je označení nižší šlechty stojící mezi yeomany (svobodnými vlastníky půdy, kteří na ni sami pracovali) a peery (vyšší šlechtou). Tato nižší šlechta neměla tituly vyšší než rytíř, nebo baronet. Na rozdíl od yeomanů na půdě nepracovala, ale pronajímala ji sedlákům. Termín se objevil koncem 16. století. Gentry hrála významnou roli v anglické občanské válce.
Ve slovenském prostředí nabylo slovo džentry hanlivého významu (maďarská vrstva nižší šlechty byla v 2. polovině 19. století nositelem maďarského šovinismu a protidemokratické politiky), a tak se dostalo i do českého jazyka, kde se slovo džentry v první polovině 20. století používalo většinou jako označení zchudlé maďarské šlechty měšťanského typu. Naproti tomu obecné označení pro nižší šlechtu gentry (a zvláště pro anglickou) bylo psáno v originálním pravopise.

## Uhry
Džentry (maďarsky dzsentri) je název po vrstvu nižších šlechticů (zemanů) v Uhrách. Dříve silná a důležitá vrstva během 19. století povětšinou zchudla a splynula s buržoazií. Pod tímto jménem, které bylo díky intenzivním stykům maďarské a anglické šlechty v Uhrách dobře známo, zorganizoval v 70. letech 19. století Koloman Tisza maďarskou střední vrstvu, čili poměšťanštělou šlechtu a její straníky, a na ní založil svou politickou moc.
Specifické rysy této svébytné společnosti ve svých knihách vystihl Kálmán Mikszáth. Problematiku džentry zobrazoval ve svých prózách také Zsigmond Móricz., nebo taky Sándor Márai.

## Čína
V poněkud posunutém významu je pojem džentry používán při popisu čínského prostředí. Zde odkazuje na vrstvu š’ (čínsky pchin-jinem shì, znaky 士), konfuciánsky vzdělaných pozemkových vlastníků. Definiční znaky jsou tedy dva – majetek (příslušníci džentry, podobně jako v Anglii, sami na půdě nepracovali, toliko ji pronajímali) a vzdělání osvědčené hodností získanou po absolvování úřednických zkoušek. Vzácně zkoušky složili i chudí vzdělanci, nižší hodnosti mohly být zakoupeny, nicméně jádro džentry tvořili majetní a vzdělaní statkáři. V užším smyslu slova zahrnuje statkáře, kteří absolvovali konfuciánskou výuku a získali při státních zkouškách příslušný titul. Elitní část této skupiny pak sloužila ve státní správě. V širším pojetí jsou mezi džentry počítáni i členové jejich rodin, tedy celá konfuciánsky orientovaná statkářská vrstva. Džentry jako specifická vrstva čínské společnosti se vytvářela od dob vlády dynastie Tchang, kdy úředníci začali být vybíráni na základě zkoušek.
Džentry hrála v čínské společnosti od dynastie Sung, zejména v mingském a čchingském období významnou roli. Působila jako prostředník mezi úřady a obyvatelstvem, zmírňovala tlak úřadů na poddané. Dohlížela nad místními trhy, časem i na výběr daní. Finanční a organizační podpora místních úřadů ze strany džentry byla rozhodující při provádění veřejných prací, řešení následků povodní či nedostatku potravin.